# Gabriela Silang

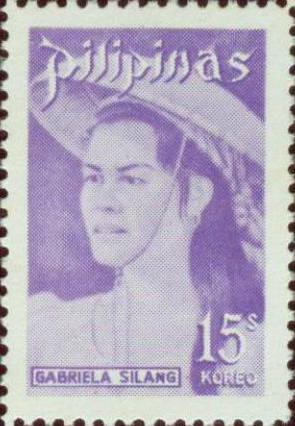
Philippinische Briefmarke aus dem Jahre 1974

María Josefa Gabriela Cariño Silang (* 19. März 1731 in Santa, Provinz Ilocos Sur; † 20. September 1763 in Vigan) war die erste philippinische Frau, die während der spanischen Kolonisation der Philippinen eine Revolte anführte. Als aktives Mitglied der Aufständischen unter ihrem Ehemann Diego Silang übernahm sie nach dessen Tod vier Monate lang die Führung der Gruppe, bis man sie gefangen nahm und exekutierte.

## Früher Lebensabschnitt
Gabriela Silang wurde 1731 in dem Barangay Caniogan in Santa, einer Ortschaft in der Provinz Ilocos Sur, geboren. Sie war sowohl mestizischer als auch spanischer Herkunft, wobei sie ebenso von der Volksgruppe der Ilocano abstammte. Bereits in jungen Jahren wurde sie von dem wohlhabenden Geschäftsmann Don Tomas Millan adoptiert, der sie heiratete, als sie 20 Jahre alt war. Nach drei Ehejahren starb ihr Mann. Die Ehe blieb kinderlos.
1757 heiratete sie erneut, diesmal den 27 Jahre alten Ilocano Diego Silang.

## Leben als Revolutionärin
Bei der britischen Invasion im Jahre 1762 gelang es britischen Truppen erfolgreich die Hauptstadt Manila zu erobern. Die Niederlage der spanischen Truppen brachte für viele Filipinos die Erkenntnis, dass die spanische Streitmacht nicht unbezwingbar war. Unter dem Eindruck dieses Ereignisses führte Diego Silang eine kleine Rebellengruppe in eine Revolte gegen die spanische Kolonialregierung. Das Ziel ihrer Vereinigung war die Befreiung der Provinz Ilocos von der spanischen Gewaltherrschaft. Seine Frau Gabriela unterstützte die Aktionen der Gruppe und begleitete ihn und seine Männer während ihrer Kämpfe. Schnell wurde sie eine seiner engsten Berater und eine wesentliche Figur bei der Kollaboration ihres Mannes mit dem britischen Königreich. Der Gruppe gelang dabei die kurzzeitige Vertreibung von spanischen Amtsträgern aus der Ortschaft Vigan in Ilocos Sur.
Am 28. Mai 1763 wurde ihr Mann in seinem eigenen Haus erschossen. Der Attentäter Miguel Vico, ein Freund des Opfers, wurde von königlichen und kirchlichen Autoritätspersonen angeheuert, um den Aufrührer zu beseitigen. Nach dem Tod ihres Gatten floh Gabriela zu Pferd in die Berge der Provinz Abra. Dort sammelte sie die Truppen ihres Mannes, richtete ein Hauptquartier ein und schwor das Kollektiv auf eine Weiterführung ihres gemeinsamen Kampfes ein.
Am 10. September 1763 stiegen sie von der hoch gelegenen Ortschaft Vigan herab, um einen Überfall auf ein spanisches Armeelager auszuführen. Der Angriff stieß jedoch auf heftigen Widerstand, da die Garnison auf die Attacke vorbereitet war und zuvor spanische Truppenverbände sowie unterstützende Einheiten aus den Tagalog und den Kapampangan-Gebieten einschließlich einiger Kollaborateure aus Ilocano zusammengezogen hatte. Die Rebellen liefen bei ihrem Angriff direkt in den spanischen Hinterhalt und wurden vernichtend geschlagen. Viele starben bei diesem Kampf, während Gabriela Silang fliehen und zusammen mit sieben weiteren Männern bei ihrem Onkel Nicolas Unterschlupf finden konnte. Am 20. September 1763 wurden sie und ihre Gefährten jedoch von spanischen Soldaten gefasst und noch am gleichen Tag in Vigan gehängt.

## Nationale Bedeutung
Ihre kühne Wildheit und ihr Tod werden auf den Philippinen als ein Symbol für die Stärke der philippinischen Frauen gewertet. Gabriela Silang steht dabei für die vorkoloniale Bedeutung der Frauen in der philippinischen Gesellschaft und deren Bemühungen, für eine Befreiung des Landes von der spanischen Kolonisation einzutreten und dafür zu kämpfen. Zu ihren Ehren wurde der Northern-Luzon-Heroes-Hill-Nationalpark eingerichtet.